# Râul Zăpodie
Râul Zăpodie este un curs de apă, afluent al râului Someșul Mic. 